# Каратуп
Карату́п (каз. Қаратүп) — бывший полуостров на северо-востоке Аральского моря, расположенный на территории Аральского района Кызылординской области Казахстана.
До обмеления Аральского моря протяжённость вдоль моря (со стороны залива Большой Сарышыганак) составляла 42 км. Высоты рельефа на побережье достигали 123 м. Максимальная абсолютная высота — 190 м.
В настоящее время в связи с высыханием Аральского моря полуостров и прилегающие территории представляют собой пустыню.